# Tevet
Tevet (hebrejsky: טֵבֵת‎; z akkadského ṭebētu) je čtvrtý měsíc podle občanského a desátý měsíc podle biblického židovského kalendáře. Následuje po měsíci kislev a předchází měsíc ševat. Tevet je zimní měsíc, který má 29 dní. Podle gregoriánského kalendáře připadá obvykle tevet na prosinec–leden. V Bibli je název měsíce zmíněn pouze v Knize Ester.

## Svátky v měsíci tevet
- Chanuka 25. kislev – 2. tevet (3. tevet, pokud je kislev kratší)
- Půst 10. tevetu (Asara be-tevet)

### Gregoriánský Nový rok
Gregoriánský Nový rok téměř vždy připadá na tento měsíc. Pouze vzácně připadá na některý ze sousedních měsíců.

## Járcajty
2. tevetJoachim Pollak (roku 5640 = 1879 o. l.)
19. tevetAdolf Jellinek (roku 5654 = 1893 o. l.)
20. tevetMaimonides (roku 4965 = 1204 o. l.)
24. tevetŠneur Zalman z Ljady (roku 5573 = 1812 o. l.)
27. tevetSamson Rafael Hirsch (roku 5649 = 1888 o. l.)